# مصوبه خز ۱۳۳۷
مصوبه خز ۱۳۳۷ (انگلیسی: Fur Act 1337) مصوبه مجلس انگلستان بود که در زمان سلطنت ادوارد سوم به تصویب رسید. طبق این مصوبه، تنها ارل‌ها، بارون‌ها، شوالیه‌ها، پیشوایان کلیسای انگلستان و کسانی که حداقل تا ۵۰۰ پوند در سال می‌توانستند مالیات بپردازند، مجاز به پوشیدن البسهٔ از جنس خز بودند.